# Ali Hamad Al-Badwawi
Ali Hamad Madhad Saif Al-Badwawi, né le 22 décembre 1972, est un arbitre émirati de football. Il est arbitre international depuis 2005.

## Carrière
Il a officié dans des compétitions majeures : 
- Coupe d'Asie des nations de football 2007 (3 matchs)
- AFC cup 2007 (2 matchs)
- Coupe d'Asie des nations de football 2011 (3 matchs)
- Coupe du monde de football des moins de 17 ans 2011 (3 matchs)